# Константин, Мариус
Мариус Марчел Константин (рум. Marius Marcel Constantin; 25 октября 1984, Брашов, Румыния) — румынский футболист, защитник клуба «Арджеш». Выступал за сборную Румынии.

## Биография

### Клубная карьера
Профессиональную карьеру начал в составе клуба «Брашов», за который провёл два сезона. Летом 2004 года подписал контракт с бухарестским «Рапидом». В составе «Рапида» Константин провёл более 150 матчей в чемпионате Румынии и дважды стал обладателем Кубка страны. Сезон 2011/12 отыграл за «Васлуй». Летом 2012 года вернулся в «Рапид», но провёл за команду только 3 матча и покинул команду во время зимнего перерыва. В дальнейшем выступал в чемпионате Румынии за «Брашов», «Тыргу-Муреш» и «Вииторул». Летом 2015 года, будучи игроком «Тыргу-Муреш», был отдан в аренду на полгода в клуб китайской Суперлиги «Цзянсу Сунин», в котором провёл 7 матчей. С 2017 года является игроком клуба «Газ Метан».

### Карьера в сборной
В составе сборной Румынии провёл 4 матча. Дебютировал за сборную 27 мая 2004 года в товарищеском матче со сборной Ирландии, в котором вышел на замену на 82-й минуте вместо Мирела Рэдоя.

#### Матчи за сборную
| № | Дата             | Оппонент | Счёт | Голы | Соревнование                |
| - | ---------------- | -------- | ---- | ---- | --------------------------- |
| 1 | 27 мая 2004      | Ирландия | 0:1  | —    | Товарищеский матч           |
| 2 | 12 сентября 2007 | Германия | 1:3  | —    | Товарищеский матч           |
| 3 | 21 ноября 2007   | Албания  | 6:1  | —    | Отборочный турнир Евро-2008 |
| 4 | 12 августа 2009  | Венгрия  | 1:0  | —    | Товарищеский матч           |

Итого: сыграно матчей: 4 / забито голов: 0; победы: 2, ничьи: 0, поражения: 2.

## Достижения

### Командные
«Рапид» Бухарест
- Обладатель Кубка Румынии: 2005/06, 2006/07
- Обладатель Суперкубка Румынии: 2007

«Тыргу-Муреш»
- Обладатель Суперкубка Румынии: 2015

«Цзянсу Сунин»
- Обладатель Кубка Китайской футбольной ассоциации: 2015